# 科苏埃洛斯德丰蒂杜埃尼亚
科苏埃洛斯德丰蒂杜埃尼亚，是西班牙卡斯蒂利亚-莱昂塞戈维亚省的一个市镇。 总面积16平方公里，总人口188人（2001年），人口密度12人/平方公里。